# VM i banecykling 2016
VM i banecykling 2016 var verdensmesterkaberne i banecykling i 2016. Disse fandt sted i London i Lee Valley VeloPark fra 2. til 6. marts 2016.
Eftersom dette var det sidste store stævne i banecykling før sommer-OL 2016, var mesterskaberne især vigtige for cykelryttere og landshold, som ønskede at kvalificere sig til  the championships were particularly important for cyclists and national teams aiming to qualify for the banecykling konkurrencerne i Rio 2016. Værten Storbritannien endte som vinder af den samlede medaljeliste med fem guld, en sølv og tre bronzemedaljer.

## Medaljer

### Medaljeoversigt
| Placering | Land           | Guld | Sølv | Bronze | Total |
| --------- | -------------- | ---- | ---- | ------ | ----- |
| 1         | Storbritannien | 5    | 1    | 3      | 9     |
| 2         | Tyskland       | 3    | 2    | 3      | 8     |
| 3         | Australien     | 2    | 2    | 1      | 5     |
| 4         | Rusland        | 2    | 0    | 1      | 3     |
| 5         | Kina           | 1    | 2    | 0      | 3     |
| 6         | New Zealand    | 1    | 1    | 0      | 2     |
| 6         | Polen          | 1    | 1    | 0      | 2     |
| 8         | Spanien        | 1    | 0    | 1      | 2     |
| 8         | USA            | 1    | 0    | 1      | 2     |
| 10        | Colombia       | 1    | 0    | 0      | 1     |
| 10        | Italien        | 1    | 0    | 0      | 1     |
| 12        | Holland        | 0    | 3    | 1      | 4     |
| 13        | Canada         | 0    | 2    | 2      | 4     |
| 14        | Frankrig       | 0    | 2    | 1      | 3     |
| 15        | Østrig         | 0    | 1    | 0      | 1     |
| 15        | Hongkong       | 0    | 1    | 0      | 1     |
| 15        | Mexico         | 0    | 1    | 0      | 1     |
| 18        | Belgien        | 0    | 0    | 1      | 1     |
| 18        | Cuba           | 0    | 0    | 1      | 1     |
| 18        | Danmark        | 0    | 0    | 1      | 1     |
| 18        | Malaysia       | 0    | 0    | 1      | 1     |
| 18        | Schweiz        | 0    | 0    | 1      | 1     |
| Total     | Total          | 19   | 19   | 19     | 57    |

### Medaljevindere
| Mændenes konkurrencer   | |                                                                                                |                                                                                            |
| Sprint                  | Jason Kenny · Storbritannien                                                                       | Matthew Glaetzer · Australien                                                                  | Denis Dmitriev · Rusland                                                                   |
| 1 km tidskørsel         | Joachim Eilers · Tyskland                                                                          | Theo Bos · Holland                                                                             | Quentin Lafargue · Frankrig                                                                |
| Forfølglelsesløb        | Filippo Ganna · Italien                                                                            | Domenic Weinstein · Tyskland                                                                   | Andy Tennant · Storbritannien                                                              |
| Holdforfølgelsesløb     | Australien Sam Welsford Michael Hepburn Callum Scotson Miles Scotson Alexander Porter Luke Davison | Storbritannien Jonathan Dibben Ed Clancy Owain Doull Bradley Wiggins Steven Burke Andy Tennant | Danmark Lasse Norman Hansen Niklas Larsen Frederik Madsen Casper von Folsach Rasmus Quaade |
| Holdsprint              | New Zealand Ethan Mitchell Sam Webster Eddie Dawkins                                               | Holland Nils van 't Hoenderdaal Jeffrey Hoogland Matthijs Büchli Hugo Haak                     | Tyskland René Enders Max Niederlag Joachim Eilers                                          |
| Keirin                  | Joachim Eilers · Tyskland                                                                          | Eddie Dawkins · New Zealand                                                                    | Azizulhasni Awang · Malaysia                                                               |
| Scratch                 | Sebastián Mora · Spanien                                                                           | Ignacio Prado · Mexico                                                                         | Claudio Imhof · Schweiz                                                                    |
| Pointløb                | Jonathan Dibben · Storbritannien                                                                   | Andreas Graf · Østrig                                                                          | Kenny de Ketele · Belgien                                                                  |
| Parløb                  | Storbritannien Bradley Wiggins Mark Cavendish                                                      | Frankrig Morgan Kneisky Benjamin Thomas                                                        | Spanien Sebastián Mora Albert Torres                                                       |
| Omnium                  | Fernando Gaviria · Colombia                                                                        | Roger Kluge · Tyskland                                                                         | Glenn O'Shea · Australien                                                                  |
| Kvindernes konkurrencer | |                                                                                                |                                                                                            |
| Sprint                  | Zhong Tianshi · Kina                                                                               | Junhong Lin · Kina                                                                             | Kristina Vogel · Tyskland                                                                  |
| 500 m tidskørsel        | Anastasia Voynova · Rusland                                                                        | Lee Wai Sze · Hongkong                                                                         | Elis Ligtlee · Holland                                                                     |
| Ind. forfølgelsesløb    | Rebecca Wiasak · Australien                                                                        | Małgorzata Wojtyra · Polen                                                                     | Annie Foreman-Mackey · Canada                                                              |
| Holdforfølgelsesløb     | USA Sarah Hammer Kelly Catlin Chloe Dygert Jennifer Valente                                        | Canada Allison Beveridge Jasmin Glaesser Kirsti Lay Georgia Simmerling                         | Storbritannien Laura Trott Elinor Barker Ciara Horne Joanna Rowsell                        |
| Holdsprint (damer)      | Rusland Daria Shmeleva Anastasia Voynova                                                           | Kina Gong Jinjie Zhong Tianshi                                                                 | Tyskland Miriam Welte Kristina Vogel                                                       |
| Keirin                  | Kristina Vogel · Tyskland                                                                          | Anna Meares · Australien                                                                       | Becky James · Storbritannien                                                               |
| Scratch                 | Laura Trott · Storbritannien                                                                       | Kirsten Wild · Holland                                                                         | Stephanie Roorda · Canada                                                                  |
| Pointløb                | Katarzyna Pawłowska · Polen                                                                        | Jasmin Glaesser · Canada                                                                       | Arlenis Sierra · Cuba                                                                      |
| Omnium                  | Laura Trott · Storbritannien                                                                       | Laurie Berthon · Frankrig                                                                      | Sarah Hammer · USA                                                                         |

- Konkurrencer mærket med skygge (gråt) er ikke-olympiske discipliner
- Nogle rytteres navne er skrevet Kursiv, fordi de deltog i turneringen, men konkurrerede ikke i den sidste runde.